# Sophie Mougard
Sophie Mougard, née le 4 janvier 1964, est une haute fonctionnaire française, ingénieure en chef des ponts et chaussées.
Elle est successivement directrice générale du Syndicat des transports d'Île-de-France de 2006 à 2016 et directrice de l’École nationale des ponts et chaussées de 2017 à 2022.

## Biographie

### Jeunesse et études
Elle est diplômée de l’École nationale des ponts et chaussées en 1988 et titulaire d'un Master of Business Administration (MBA) du Collège des ingénieurs.

### Parcours professionnel
Elle entre au ministère de l'Équipement en 1989 en tant que responsable des constructions publiques à la direction départementale de l'Équipement (DDE) du Val-d'Oise. De 1993 à 1997, elle est chef du bureau Infrastructures et budget des transports terrestres au ministère de l'Équipement et des transports. De 1997 à 2000, elle travaille au département Bâtiments et équipements  à Aéroports de Paris.
En mars 2000, elle devient conseillère technique au cabinet du Premier ministre Lionel Jospin puis devient, en mai 2002, directrice générale adjointe des services du Conseil régional d'Île-de-France, puis directrice générale des services en septembre 2004 avant de prendre en charge la fonction de directrice générale du Syndicat des transports d'Île-de-France (STIF) en 2006, fonction qu'elle assure jusqu'en mars 2016.
Le 9 décembre 2014, elle est élue membre de l'Académie des technologies.
Par décret du 6 septembre 2017, elle est nommée directrice de l'École nationale des ponts et chaussées. Son mandat de cinq ans prend fin le 5 septembre 2022. Elle est remplacée par Anthony Briant.